# Oxalis floribunda
Oxalis floribunda là một loài thực vật có hoa trong họ Chua me đất. Loài này được Lehm. mô tả khoa học đầu tiên năm 1826.